# Barr & Stroud

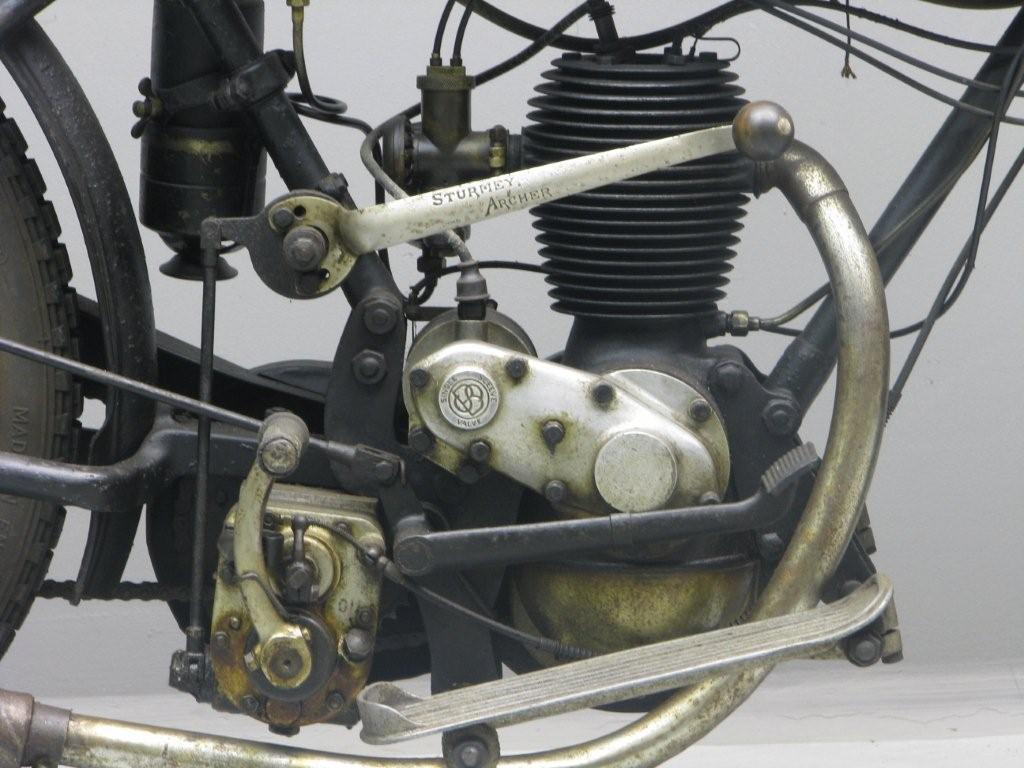
350 cc Barr & Stroud schuivenmotor uit de jaren twintig, als inbouwmotor in een Rex-ACME

Barr & Stroud: Dit Schotse bedrijf leverde inbouwmotoren voor andere motorfietsmerken, waaronder een in 1918 ontwikkelde schuivenmotor. In 1923 produceerde men 400 cc viertakt-motorscooters. Het merk Banshee gebruikte als een van de eersten Barr & Stroud-inbouwmotoren, maar later volgden ook andere merken.
Barr & Stroud Limited was ook een Schotse optische ingenieursbureau, gevestigd in Glasgow, dat een rol gespeeld heeft in de ontwikkeling van de moderne optica, waaronder afstandmeters voor de Koninklijke Marine en voor andere takken van de Britse strijdkrachten in de 20e eeuw.
In c.1919 is het bedrijf begonnen met de productie van hun eerste verrekijker die werden geleverd aan de Britse marine. Vanaf dat moment bleef het bedrijf onafhankelijk opereren tot c.1977. In die tijd werd het bedrijf overgenomen door Pilkington's Glass, die op hun beurt verkochten hun Barr en Stroud dochterbedrijf aan de Franse Thales Group, die de naam veranderd in Thales Optronics Limited. In 2001 zijn de activiteiten van de oorspronkelijke fabriek in Anniesland naar een nieuwe fabriek verhuisd, in Linthouse, op het terrein van de voormalige Alexander Stephen en Zonen scheepswerf.
De Barr en Stroud merknaam werd daarna gekocht door Optical Distribution Services Ltd (Eastleigh-UK), en als Barr en Stroud Ltd opnieuw geregistreerd in 2008. Het nieuwe bedrijf heeft een nieuwe serie verrekijkers en telescopen. De nieuwe reeks van Barr & Stroud verrekijkers worden tegenwoordig in China gemaakt (nov. 2011) en zijn op de markt gebracht door Optical Vision Ltd